# Modravské slatě
Die Modravské slatě (deutsch Weitfällerfilze oder Maderer Filze) sind ein Hochmoorkomplex nahe der Gemeinde Modrava (Region Pilsen) im tschechischen Nationalpark Šumava. Zusammen bilden sie das größte Moorgebiet des Böhmerwalds.

## Geographie
Die Modravské slatě liegen westlich und südwestlich von Modrava, in Richtung der deutsch-tschechischen Grenze auf 980–1368 m n.m.
Das gesamte Gebiet umfasst eine Fläche von 3615 ha. Im Westen und Süden werden die Modravské slatě durch den Grenzkamm des Böhmerwaldes begrenzt, der gleichzeitig die europäische Wasserscheide bildet. Die meisten Moore des Gebiets entwässern über Roklanský potok, Vydra und Otava in das Flusssystem der Elbe, lediglich der Kleine Regen, der hier entspringt, fließt in die Donau.
Im Osten des Naturschutzgebietes liegen Modrava und Březník, im Norden wird es durch den rot markierten Wanderweg des Nationalparks begrenzt.
Teil des Gebietes sind die Moore:
| - Blatenská slať (Plattenhausenfilz) - Hraničí slať (Stangenfilz) - Javoří slať (Schönfichtenfilz) - Mlynářská slať (Müllerschachtelfilz) - Mrtvý les (Toter Wald) | - Novohuťské močály (Neuhüttenfilze) - Rokytská slať (Weitfällerfilz) - Roklanská slať (Gayruckfilze) - Rybárenská slať (Fischerhüttenfilz) - Šárecká slať (Schaarfilze) |

Naturräumlich gehört auch das Latschenfilz auf deutscher Seite zu dem Hochmoorkomplex.

## Flora und Fauna

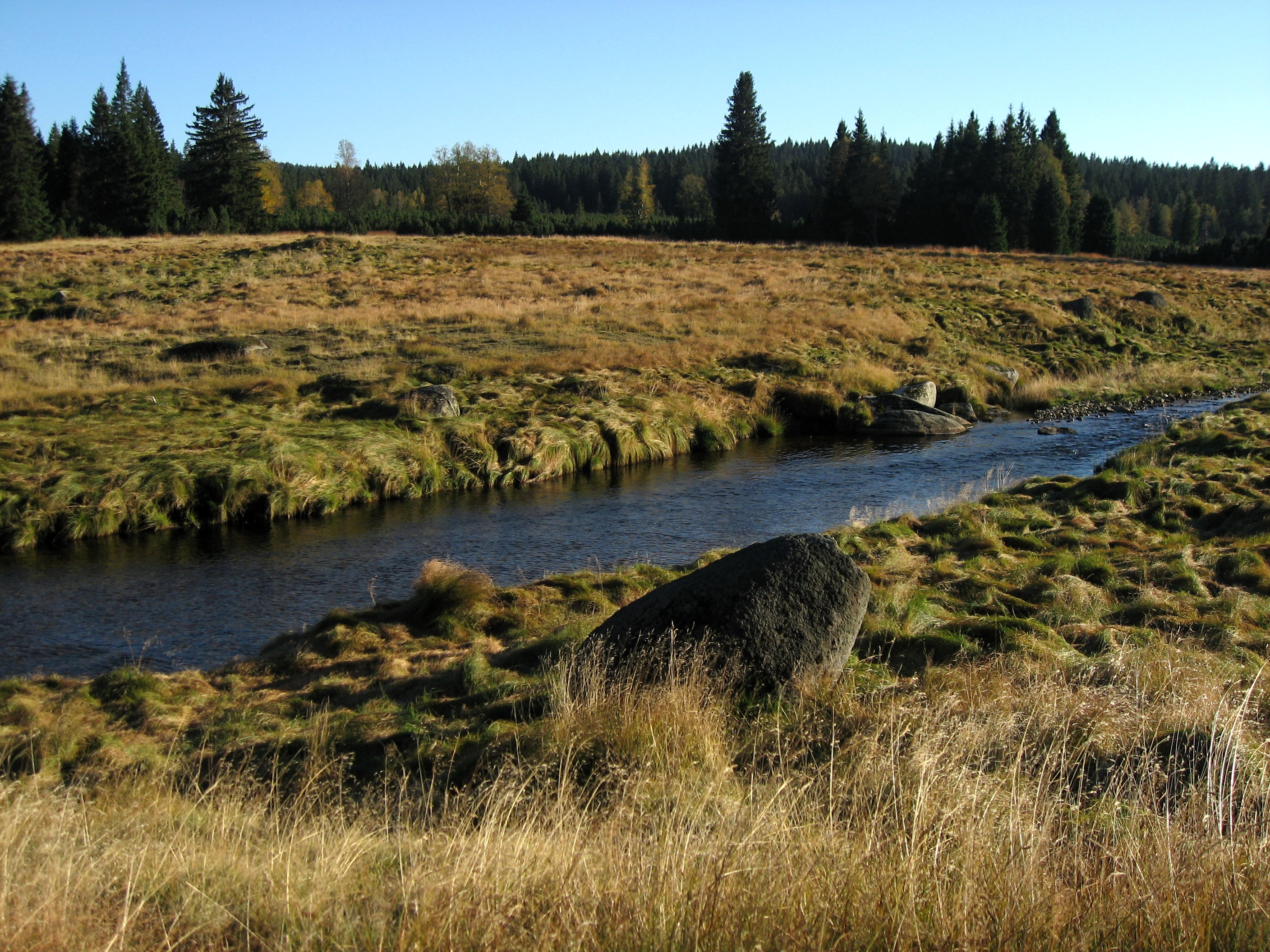
Der Rachelbach entwässert den Moorkomplex.

Die Moore des Komplexes bieten einen wertvollen Lebensraum für das Auerhuhn, weshalb sie unter striktem Naturschutz stehen. Daneben beherbergen sie die typische Moorfauna und -flora des Böhmerwalds wie beispielsweise den Hochmoorgelbling, Zwergbirke oder den Langblatt-Sonnentau. Eine Besonderheit stellt der Mrtvý les, deutsch „Toter Wald“, dar: ähnlich wie im Mrtvý luh bei Volary wurden hier die Wurzeln der Bäume durch unterirdischen Torfbrand beschädigt, wodurch sie abstarben und heute als Baumskelette über das Moor ragen.

## Geschichte
Die Moore wurden in früherer Zeit zum Torfabbau genutzt, aber auch zur Holzschwemme auf dem Roklanský potok. Aus dieser Zeit existiert auch heute noch die Triftschwelle Roklanská nádrž (Rachelschwelle).
Ursprünglich gehörte das Gebiet der Familie Schwarzenberg, die es ab 1922 teilweise unter Naturschutz stellte. 1929 wurden die Modravské slatě vom tschechoslowakischen Staat übernommen und 1933 weitere Moore unter Naturschutz gestellt. 1989 schließlich wurde ein weitflächiges Schutzgebiet für alle Moore eingerichtet. Seit 1991 sind sie Teil der Zone I des Nationalparks Šumava und für die Öffentlichkeit nicht zugänglich.